# Hattskär, Korpo
Hattskär är en ö i Finland. Den ligger i Skärgårdshavet och i kommunen Pargas i den ekonomiska regionen  Åboland i landskapet Egentliga Finland, i den sydvästra delen av landet. Ön ligger omkring 54 kilometer sydväst om Åbo och omkring 180 kilometer väster om Helsingfors.
Öns area är 3,7 hektar och dess största längd är 0,5 kilometer i öst-västlig riktning. Närmaste större samhälle är Nagu, 19,2 km nordost om Hattskär.